# 爪哇八哥
为八哥科八哥屬下的一个种。原產於峇里島和爪哇。它已被引入其他亞洲國家，甚至遠至波多黎各。
在印尼當地因人類過度地捕抓，以致近危的爪哇八哥，在台灣沒有天敵，數量暴增

## 分類
白尾八哥有時被視為林八哥（Acridotheres grandis） 或叢林八哥（A. fuscus） 的一部分。

## 描述

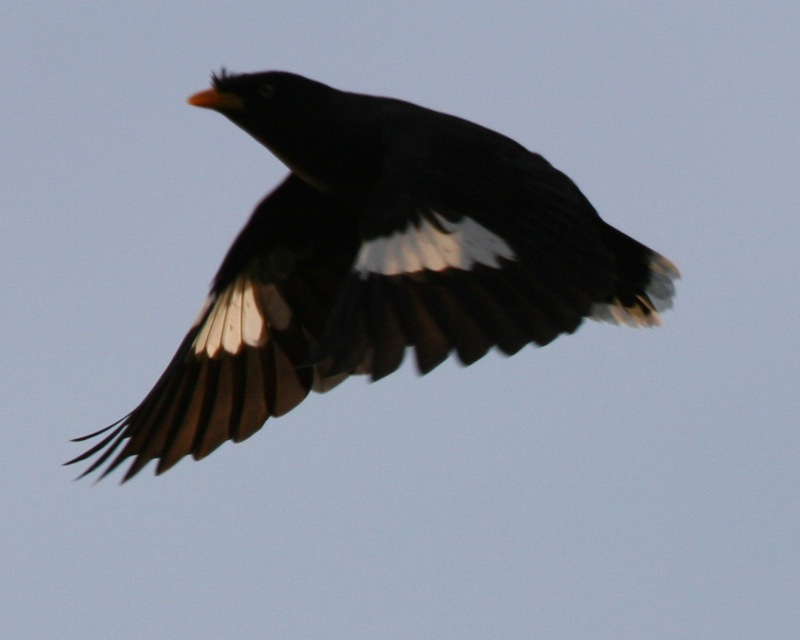
白尾八哥在飛行中，展現出獨特的白色翼條和尾條

白尾八哥主要為黑色，翅膀呈棕黑色，初級飛羽基部為白色，在飛行時顯示為醒目的白色翼帶，並帶有白色尾帶。尾下覆羽為白色。額頭上有短冠狀羽。喙、腿和腳為黃色，眼睛呈檸檬黃。未成熟的個體顏色較棕。它的體長為21—23 cm（8.3—9.1英寸）， 體重約為100 g（3.5 oz）。

## 棲地
白尾八哥原產於峇里島和爪哇，並被引入到東南泰國、南馬來西亞、新加坡、蘇門答臘、小巽他群島、台灣、波多黎各、日本和尼泊爾。 它常見於城市和農耕地區。

## 行為
白尾八哥是雜食性，食用種子、水果、花蜜、昆蟲以及人類廢物。它經常以大群體出現。它的叫聲與家八哥相似。它會在洞中築巢，蛋呈藍灰色。白尾八哥非常大膽，且不太害怕人類。 在馬來西亞和印尼，白尾八哥經常被飼養在籠中。 這些鳥類以群體形式覓食，通常最少兩隻，但通常有三隻或更多，其中除了保持警戒的一隻外，其他都在覓食。警戒的八哥若看到可能構成威脅的事物，會用高音啁啾聲警告其他成員，然後全群迅速逃離。 若有一隻鳥與群體分離，它會發出叫聲，以吸引其他同類過來。

## 對台灣的影響
屬於台灣外來入侵種生物，據推測為人為引進飼養。
在台灣沒有天敵，連鳳頭蒼鷹都敵不過牠們，
性情非常的凶悍，常常成群覓食，吃東西時不准其他鳥類靠近，搶食物也搶不過他們，繁衍非常快速，使台灣原生種八哥的生存受到威脅。
在其它資料更指出牠們的食物來源除了穀物、昆蟲、小型爬蟲動物外，對於台灣的原種幼鳥、小型鳥，如麻雀，會直接攻擊捕食，對於未孵化的鳥蛋也不放過，造成台灣生態的嚴重浩劫。 

## 扩展阅读
- 維基物種上的相關：爪哇八哥